# Globosolembos smithi
Globosolembos smithi is een vlokreeftensoort uit de familie van de Aoridae. De wetenschappelijke naam van de soort is voor het eerst geldig gepubliceerd in 1905 door Holmes.